# Rolf Älvero
Rolf Lennart Älvero, född 18 februari 1951, är en svensk före detta professionell ishockeyspelare (center). Han spelade bl.a. för IFK Kiruna och IF Björklöven under sin karriär.
Med IF Björklöven tog Älvero SM-silver 1982.